# 윤명운 (1961년)
윤명운(1961년 4월 19일 ~ )는 대한민국의 남성 대중가수이자 음악가이다.

## 생애
윤명운은 1983년 첫 번째 앨범 《윤명운》을 내놓으며 데뷔했다. 1989년 두 번째 앨범 《명운이의 Blues》를 내놓았지만 방송금지로 활동하지 못했고, 1991년 발매한 세 번째 앨범 《Yoon Myung Woon》은 주변의 정황으로 인하여 시중에 배포되지 못했다고 한다.
대중음악전문지 서브(SUB)가 1998년 12월호에서 선정한 ‘한국대중음악사 100대 명반’에서 33위에 꼽혔고, 2007년 경향신문과 가슴네트워크가 선정한 ‘한국대중음악 100대 명반’에서 19위에 오른 한영애의 앨범 《바라본다》의 타이틀 '누구없소?'가 유명하며, 같은 앨범에 수록된 '달'도 윤명운의 작품이다.
1995년 네 번째 앨범 《Yoonmyoungwoon》이 발매되었으며, 윤명운의 앨범 중 그나마 공식적으로 유통된 것으로 알려져 있다.
이밖에 1996년 6월 8일 개봉한, 정병각 감독의 영화 《코르셋》의 음악을 맡기도 했다.
그의 아우는 포크 팝 가수 이태원의 《솔개》라는 노래를 작사 및 작곡한 가수 겸 작곡가 윤명환이다.

## 발표 앨범
- 1집 《윤명운》,1983
- 2집 《명운이의 Blues》,1989
- 3집 《Yoon Myung Woon》,1991
- 4집 《Yoonmyoungwoon》,1995

## 영화 음악
- 《코르셋》, 1996